# Agnès Callu
Pour les articles homonymes, voir Callu.
Agnès Callu, née Agnès Marie Callu le 8 février 1969 à Paris, est une chartiste, historienne et historienne de l'art française.

## Biographie

### Jeunesse et formation
Agnès-Marie Callu est née le 8 février 1969 à Paris dans le 8e arrondissement,.
En 1989, Agnès Callu réussit, classée au 9e rang, le concours d'entrée à École nationale des chartes, elle est nommée élève de première année par le décret du 30 août 1989. Elle obtient le diplôme d'archiviste-paléographe avec une thèse intitulée La Réunion des musées nationaux (1870-1940) : genèse et fonctionnement, qui est dirigée par Hubert Landais et Jacques Thirion et publiée l'année suivante. Elle intègre l'Institut national du patrimoine, dans la promotion Hubert-Robert, et en sort conservatrice du patrimoine.
Elle soutient en 2009 une thèse de doctorat en histoire contemporaine sur Gaëtan Picon (Gaëtan Picon (1915-1976) : esthétique et culture), dirigée par Jean-François Sirinelli à l’Institut d'études politiques de Paris. Dirigée par Jean-Michel Leniaud, elle est habilitée à diriger des recherches en 2014, en défendant un dossier à l'École pratique des hautes études intitulé Culture, médias et patrimoine : enjeux contemporains.

### Parcours
Le 1er juillet 1994, Agnès Callu est nommée, avec Caroline Piketty, conservateur aux Archives nationales. En 2005, elle publie avec Hervé Lemoine l'ouvrage Le Patrimoine sonore et audiovisuel français : entre archives et témoignages. Ce travail initial a ouvert la voie au rapport du Conseil économique et social, saisi du sujet des archives orales par le Premier ministre le 20 mars 2000.
La version publiée de sa thèse, parue en 2011, fait l'objet d'un compte rendu dans la revue électronique Présence d'André Malraux sur la toile (3 juillet 2011), dans Le Journal des arts (17 février 2012), sur le site nonfiction.fr (9 mars 2011), et un débat est organisé dans le cadre des Mardis de l'École des Chartes, le 21 novembre 2013.
Elle est chercheuse associée permanente à l'Institut d'histoire du temps présent et chargée de cours à l'École des chartes, où elle dirige deux séminaires : « La sociologie des élites culturelles locales de 1947 à 1989 » et « L'épistémologie du dessin : concepts, lectures et interprétations XIXe – XXIe siècles ». Elle est aussi chargée du département des Arts graphiques du musée des arts décoratifs de Paris. Elle est également membre de l'Institut Interdisciplinaire d'Anthropologie du Contemporain (IIAC), UMR 8177, CNRS / EHESS.

## Prix
- Prix Madeleine-Lenoir 1994 de la Société de l'École des chartes pour La Réunion des musées nationaux
- Prix Osiris 2005 de l’Institut de France, prix de la recherche 2005 du Comité d’histoire de la radiodiffusion et prix spécial 2005 de l’Inathèque pour Le Patrimoine sonore et audiovisuel français
- Prix Gustave-Chaix-d'Est-Ange 2011 de l'Académie des sciences morales et politiques pour Gaëtan Picon, 1915-1976[14]

## Publications

### Ouvrages
- La Réunion des musées nationaux : 1870-1940 : genèse et fonctionnement  (préf. Hubert Landais) (thèse pour le diplôme d'archiviste paléographe remaniée), Paris, École nationale des chartes, coll. « Mémoires et documents de l'École des chartes » (no 42), 1994, VIII + 551 (ISBN 2-900791-11-1, BNF 35790315),
- Papiers René-Pleven : 560 AP (inventaire), Paris, Archives nationales, 1995, 63 p. (ISBN 2-86000-246-4, BNF 36687702),
- Le Mai Soixante-Huit des historiens : entre identités narratives et histoire orale  (préf. Jacques Revel, postface Daniel Roche, av.-propos Michel Zink), Villeneuve-d'Ascq, Presses universitaires du Septentrion, coll. « Histoire et Civilisations », 2010, 311 p. (ISBN 978-2-7574-0151-4, BNF 42216032, présentation en ligne),
- Gaëtan Picon, 1915-1976 : esthétique et culture  (préf. Jean-François Sirinelli, postface Yves Bonnefoy) (thèse de doctorat en histoire remaniée), Paris, Honoré Champion, coll. « Poétiques et esthétiques XXe - XXIe siècle » (no 4), 2011, 714 p. (ISBN 978-2-7453-2175-6, BNF 42445462),
- Gaëtan Picon (1915-1976) (préf. Jean-Michel Leniaud, édition critique et commentaire par Agnès Callu), Les Lettres et les Arts : dans l'atelier de la création, Paris, Honoré Champion, coll. « Poétiques et esthétiques XXe - XXIe siècle » (no 34), 2016, 226 p. (ISBN 978-2-7453-3128-1, BNF 41283803, présentation en ligne),
- Vincent Bebert au bleu de la forêt, Lyon, Jacques André éditeur, coll. « Dans le silence de l'atelier n°1 », 2021, 66 p. (ISBN 978-2-7570-0457-9, BNF 41283803),

### Ouvrages collectifs
- Avec Patricia Gillet, Papiers Pierre-Lefranc (inventaire), Paris, Archives nationales-La Documentation française, 1999, 174 + VIII (BNF 37101090),
- avec Patricia Gillet et Jean-Jacques Becker (dir.), La Quatrième République : des témoins pour l'histoire, 1947-1997, Paris, Honoré Champion, coll. « Histoire et Archives : hors série » (no 3), 1999, 253 p. (BNF 39068995),
- avec Patricia Gillet, Lettres à Charles Maurras : amitiés politiques, lettres autographes, 1898-1952, Villeneuve-d'Ascq, Presses universitaires du Septentrion, coll. « Histoire et Civilisations », 2008, 256 p. (ISBN 978-2-7574-0044-9, BNF 41283803),
- Dir. avec Patrick Éveno et Hervé Joly, Culture et Médias sous l’Occupation : des entreprises dans la France de Vichy, Paris, Comité des travaux historiques et scientifiques, coll. « CTHS histoire » (no 39), 2009, 390 p. (ISBN 978-2-7355-0700-9, BNF 42119164),
- Avec Christine Phal, Le Contemporain dessiné (catalogue d'exposition), Paris, Drawing Now Paris, 2016, 76 p.,
- Avec Roland Recht, L'historien de l'art conversation dans l'atelier, Strasbourg, édition L’Atelier contemporain, 2018, 329 p. (ISBN 979-10-92444-55-1, BNF 41283803),
- Direction, Épistémologie du dessin : concepts, lectures et interprétations : XIX-XXIe siècles, Lyon, Jacques André éditeur, coll. « Atomos n°2 », 2020, 357 p. (ISBN 978-2-7570-0447-0, BNF 41283803).

### Articles
- Avec Laurent Baridon et François-René Martin, « Entretien avec Roland Recht », Perspective, no 1,‎ 2017, p. 47-64 (e-ISSN 2269-7721, lire en ligne).

### Webographie
- histara EPHE, « Agnès Callu », sur laboratoire Histara, 2015 (consulté le 18 janvier 2019).